# Luis Herrera
Luis Alberto Herrera Herrera (Fusagasugá, 4 maggio 1961) è un ex ciclista su strada colombiano.
Professionista dal 1985 al 1992, vinse la Vuelta a España 1987 e si aggiudicò la classifica scalatori in tutti e tre i Grandi Giri.

## Carriera
Figlio di giardinieri del Cundinamarca, sulle Ande colombiane (da qui il soprannome Jardinerito), nel suo paese si mise in luce soprattutto in corse a tappe quali il Clásico RCN e la Vuelta a Colombia, due competizioni che ebbe modo di vincere entrambe per quattro volte.
In Europa fu in evidenza nei Grandi Giri, in particolare al Tour de France che cercò più volte di vincere senza tuttavia riuscirvi, cogliendo un quinto posto come miglior risultato nel 1987. Ottenne diversi successi di tappa e si impose per ben due volte, proprio nel 1987 e nel 1985, nella classifica degli scalatori, portando a casa l'ambita maglia a pois. L'unico Grande Giro in cui si impose – primo colombiano a riuscirvi – fu la Vuelta a España 1987, durante la quale fece sua anche la tappa di Lagos de Covadonga.
Al Giro d'Italia fu protagonista nell'edizione 1989: pur concludendo diciottesimo, conseguì la maglia verde della graduatoria del Gran Premio della Montagna vincendo anche due tappe. Si aggiudicò anche due Giri del Delfinato, nel 1988 e nel 1991, e la classifica scalatori della Vuelta a España 1991. La sua carriera si chiuse nel 1992, stagione in cui vinse una tappa al Giro d'Italia ed ottenne un ottavo posto finale, che rimane il suo miglior piazzamento nella "corsa rosa".

## Palmarès
- 1981 (Valyin de Pereira, una vittoria)

5ª tappa Clásico RCN (Ibagué > Alto de la Linea)
- 1982 (Freskola/Lotería de Boyacá, quattro vittorie)

7ª tappa Clásico RCN (Armenia > Manizales)
10ª tappa Clásico RCN (San Ignacio > Santa Elena, cronometro)
Classifica generale Clásico RCN
10ª tappa Tour de l'Avenir (Divonne-les-Bains > Morzine)
- 1983 (Leche La Gran Vía-Isla San Pedro de Aquitania, cinque vittorie)

10ª tappa Clásico RCN (Medellín > Alto de Las Palmas, cronometro)
Classifica generale Clásico RCN
9ª tappa Vuelta a Colombia (Ibagué > Armenia)
14ª tappa Vuelta a Colombia (Riosucio > Medellín)
8ª tappa Grand Prix Tell
- 1984 (Varta-Colombia, sette vittorie)

8ª tappa Clásico RCN (Honda > Bogotà)
Classifica generale Clásico RCN
6ª tappa Vuelta a Colombia (Caldas > Anserma)
9ª tappa Vuelta a Colombia (Palmira > Guacarí, cronometro)
10ª tappa Vuelta a Colombia (Zarzal > Manizales)
Classifica generale Vuelta a Colombia
16ª tappa Tour de France (Grenoble > Alpe d'Huez)
- 1985 (Varta-Café de Colombia-Mavic, cinque vittorie)

5ª tappa Vuelta a Colombia (Medellín > Riosucio)
8ª tappa Vuelta a Colombia (Cali > Kilómetro 18, cronometro)
Classifica generale Vuelta a Colombia
11ª tappa Tour de France (Pontarlier > Morzine-Avoriaz)
14ª tappa Tour de France (Autrans > Saint-Étienne)
- 1986 (Café de Colombia-Varta, sette vittorie)

Prologo Clásico RCN (Medellín, cronometro)
1ª tappa Clásico RCN (Circuito de Medellín)
2ª tappa Clásico RCN (Medellín > Riosucio)
4ª tappa Clásico RCN (Cali > Kilómetro 18, cronometro)
Classifica generale Clásico RCN
7ª tappa Vuelta a Colombia (La Dorada > Manizales)
Classifica generale Vuelta a Colombia
- 1987 (Varta-Café de Colombia, tre vittorie)

11ª tappa Vuelta a España (Santander > Lagos de Covadonga)
Classifica generale Vuelta a España
Prologo Vuelta a Colombia (Duitama > La Grita, cronometro)
- 1988 (Café de Colombia, cinque vittorie)

6ª tappa, 2ª semitappa Giro del Delfinato (Grenoble > Saint-Pierre-de-Chartreuse)
Classifica generale Giro del Delfinato
2ª tappa Vuelta a Colombia (La Ceja > Envigado)
11ª tappa Vuelta a Colombia (Villa de Leyva > Tunja, cronometro)
Classifica generale Vuelta a Colombia
- 1989 (Café de Colombia-Mavic, tre vittorie)

Classifica generale Vuelta al Valle del Cauca
13ª tappa Giro d'Italia (Padova > Tre Cime di Lavaredo)
18ª tappa Giro d'Italia (Mendrisio > Monte Generoso, cronometro)
- 1990 (Café de Colombia, una vittoria)

Prologo Clásico RCN (Medellín, cronometro)
- 1991 (Postobón-Manzana, cinque vittorie)

5ª tappa Giro del Delfinato (Crest > Villard-de-Lans)
Classifica generale Giro del Delfinato
Classifica generale Vuelta al Valle del Cauca
16ª tappa Vuelta a España (Santander > Lagos de Covadonga)
6ª tappa Volta Ciclista a Catalunya (Salou > Monte Caro)
- 1992 (Postobón-Manzana, quattro vittorie)

4ª tappa Vuelta a Aragón (Fraga > Estación de Esquí de Cerler)
Classifica generale Vuelta a Aragón
Prologo Vuelta a Colombia (Ciudad de Pereira, cronometro)
9ª tappa Giro d'Italia (Latina > Terminillo)

### Altri successi
- 1982 (Lotería de Boyacá)

2ª tappa Clásico RCN (Cali > Santander de Quilichao, cronosquadre)
Classifica scalatori Clásico RCN
- 1983 (Leche La Gran Vía-Isla San Pedro de Aquitania)

Classifica scalatori Clásico RCN
Classifica di regolarità Vuelta a Colombia
Classifica scalatori Vuelta a Colombia
- 1984 (Varta-Colombia)

Classifica scalatori Clásico RCN
Classifica di regolarità Vuelta a Colombia
Classifica scalatori Vuelta a Colombia
Classifica combinata Vuelta a Colombia
- 1985 (Varta-Café de Colombia-Mavic)

Classifica scalatori Clásico RCN
Classifica di regolarità Vuelta a Colombia
Classifica scalatori Vuelta a Colombia
Classifica scalatori Tour de France
- 1986 (Café de Colombia-Varta)

Classifica scalatori Clásico RCN
Classifica scalatori Vuelta a Colombia
Classifica combinata Vuelta a Colombia
- 1987 (Varta-Café de Colombia)

Classifica scalatori Tour de France
Classifica scalatori Vuelta a España
- 1989 (Café de Colombia-Mavic)

Classifica scalatori Giro d'Italia
- 1991 (Postobón-Manzana)

Classifica scalatori Vuelta a España

## Piazzamenti

### Grandi Giri
- Giro d'Italia

1989: 18º
1992: 8º
- Tour de France

1984: 27º
1985: 7º
1986: 22º
1987: 5º
1988: 6º
1989: 19º
1991: 31º
- Vuelta a España

1985: non partito (13ª tappa)
1987: vincitore
1988: 20º
1990: 12º
1991: 13º
1992: ritirato (12ª tappa)

### Competizioni mondiali
- Campionati del mondo

Colorado Springs 1986 - In linea Professionisti: ritirato
Chambéry 1989 - In linea Professionisti: ritirato